# François Charpentier
François Charpentier (París, 15 de febrer de 1620 – París, 22 d'abril de 1702) fou un escriptor i traductor francès, membre de l'Acadèmia de les inscripcions i llengües antigues i l'Acadèmia Francesa (1650).

## Biografia
Nascut el 15 de febrer de 1620 a París, fou contractat per Jean-Baptiste Colbert en la fundació de la Companyia Francesa de les Índies Orientals per a elaborar una exposició explicativa del projecte a Lluís XIV de França.
Charpentier, que considerava absurd l'ús del llatí en inscripcions monumentals, fou l'encarregat d'afegir llegendes apropiades a les pintures de Charles Le Brun exposades a la Galeria del Palau de Versalles. Els seus versos foren tan indiferents que van haver de reemplaçar-los per altres, destinant la feina a Jean Racine i a Nicolas Boileau-Despréaux, ambdós enemics seus. Charpentier, en el seu Excellence de la langue française (1683), s'anticipà a Charles Perrault en la famosa disputa acadèmica respecte el mèrit relatiu dels Antics i els Moderns. Queda acreditada la participació que tingué en la producció de la magnífica sèrie de medalles commemoratives dels principals esdeveniments de l'edat de Lluís XIV.
Charpentier, qui rebé durant molt de temps una pensió de 1200 lliures per part de Colbert, fou una persona erudita i ingeniosa però, a la vegada, tòpica i pesada. Les seves altres obres foren Vie de Socrate (1650), una traducció del Cyropaedia de Xenofont (1658), i el Traité de la peinture parlante (1684).